# Route nationale 18 (Guinée)
Pour les articles homonymes, voir Route nationale 18.
La Route nationale 18 (N18) est une route nationale en république de Guinée qui commence à Beyla à la sortie de la N1 et se termine près de Sirana, à la frontière ivoirienne. Elle mesure 134 kilomètres de long.

## Tracé
- Beyla
- Moussadougou
- Sinko
- Sokourala
- Sirana